# Alexander von Falkenhausen (Rennfahrer)

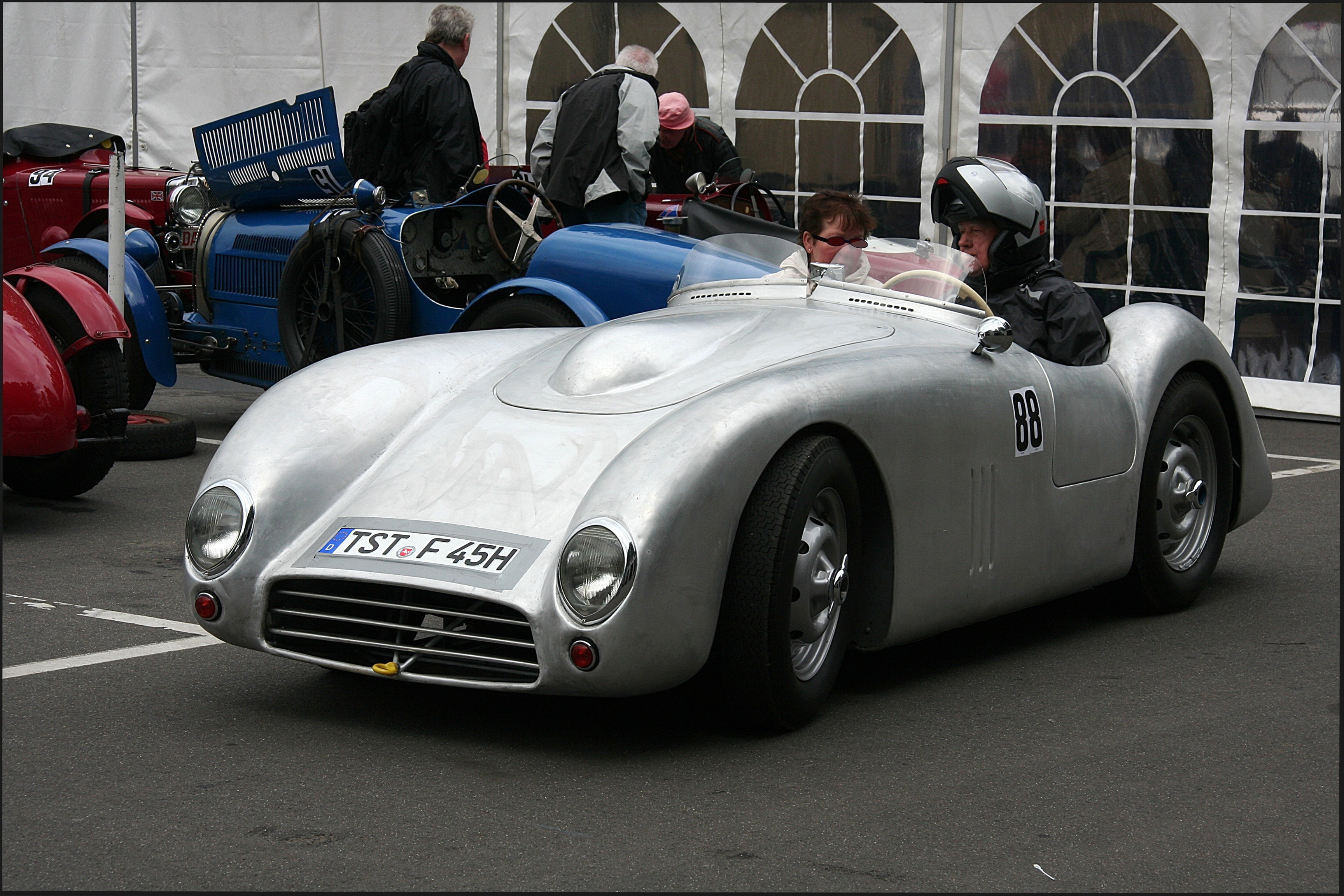
AFM 50, Baujahr 1950, beim Oldtimer Festival auf dem Nürburgring

Alexander Freiherr von Falkenhausen (* 22. Mai 1907 in München; † 28. Mai 1989 ebenda) war ein deutscher Rennfahrer und Diplom-Ingenieur. Er prägte wesentlich die Entwicklung bei BMW.

## Leben
Alexander Freiherr von Falkenhausen schloss die Schule 1928 mit dem Abitur ab und studierte Maschinenbau an der TU München unter Willy Messerschmitt, in dessen Unternehmen er hätte eintreten können. Da er 1935 bereits mit einem privaten BMW Wartburg und BMW 315/1 Erfahrungen im Automobilrennsport sammelte, wurde er jedoch Geländewerksfahrer in der Motorradabteilung bei BMW und dort auch Konstrukteur. 1936 und 1937 konnte er auf einer BMW R 5, die mit einer von ihm konstruierten Hinterradfederung ausgerüstet war, jeweils eine Goldmedaille bei der Internationalen Sechstagefahrt gewinnen. Diese Hinterradfederung wurde mit der BMW R 51 in die Serie übernommen. Er nahm dann kurzzeitig an Berg- und Rundstreckenrennen in einem Rennwagen teil und trat in das Nationalsozialistische Kraftfahrkorps ein.
Während des Zweiten Weltkriegs war er unter anderem an der Erprobung der BMW R 75 beteiligt. Nach dem Krieg setzte er zunächst seine Automobilrennfahrerkarriere mit einem privaten BMW 328 fort, machte sich dann aber mit seinem Unternehmen AFM selbstständig. 1948 konnte er mit einem Prototyp die Deutsche Sportwagen-Meisterschaft für sich entscheiden. 1954 kehrte er zu BMW zurück und übernahm dort die Rennsportabteilung. Ab dem 1. Mai 1957 war er verantwortlich für die Motorenentwicklung. Unter seiner Leitung entwickelte Ludwig Apfelbeck einen Motor für den BMW 700, mit dem von Falkenhausen zahlreiche Siege bei Bergrennen und Rallyes errang.
Nach der Überwindung der wirtschaftlichen Schwierigkeiten nach Einführung der „Neuen Klasse“ steuerte von Falkenhausen 1964 noch einen  BMW 1800 TI/SA zu mehreren Siegen. Seine letzten Sieg errang er am 16. August 1964 in einem BMW RS 850 Spider beim Flugplatzrennen in Neubiberg.
1966 war der neue DOHC-16V-2-Liter-Motor mit Apfelbeck-Zylinderkopf fertig und wurde von Falkenhausen für Weltrekorde über 500 Meter und die Viertelmeile verwendet.
1968 schlug er die Verwendung eines Turboladers bei der Tourenwagenmeisterschaft vor, der 1972 als BMW 2002 turbo in Serie ging.
Von Falkenhausen blieb bis 1976 bei BMW tätig und übergab dann die Leitung der Rennsportabteilung an Paul Rosche. Er war mit Katharina Freifrau von Falkenhausen, geborene Gräfin von der Mühle-Eckart, verheiratet, die ebenfalls aktiv am Rennsport teilnahm. Gemeinsam hatten sie drei Töchter.

## Statistik

### Einzelergebnisse in der Sportwagen-Weltmeisterschaft
| Saison | Team                  | Rennwagen | 1   | 2   | 3   | 4   | 5   | 6   | 7   | 8   | 9   | 10  | 11  | 12  | 13  | 14  | 15  | 16  | 17  | 18  | 19  | 20  | 21  | 22  |
| ------ | --------------------- | --------- | --- | --- | --- | --- | --- | --- | --- | --- | --- | --- | --- | --- | --- | --- | --- | --- | --- | --- | --- | --- | --- | --- |
| 1963   | BMW                   | Martini   | DAY | SEB | SEB | TAR | SPA | MAI | NÜR | CON | ROS | LEM | MON | WIS | TAV | FRE | CCE | RTT | OVI | NÜR | MON | MON | TDF | BRI |
| 1963   | BMW                   | Martini   |     |     |     |     |     | 41  |     |     |     |     |     |     |     |     |     |     |     |     |     |     |     |     |
| 1964   | Alex von Falkenhausen | BMW 700   | DAY | SEB | TAR | MON | SPA | CON | NÜR | ROS | LEM | REI | FRE | CCE | RTT | SIM | NÜR | MON | TDF | BRI | BRI | PAR |     |     |
| 1964   | Alex von Falkenhausen | BMW 700   |     |     |     |     | 26  |     |     |     |     |     |     |     |     |     |     |     |     |     |     |     |     |     |